# 2669 Shostakovich
2669 Shostakovich este un asteroid din centura principală, descoperit pe 16 decembrie 1976 de Liudmila Cernîh.